# Lia Manoliu
Lia Manoliu (Chișinău, 1932. április 25. – Bukarest, 1998. január 9.) olimpiai bajnok román diszkoszvető. Ő volt az első atléta, aki hatszor vett részt az olimpiai játékokon (1952–1972).

## Pályafutása
Gyermekkorában kipróbálta a teniszt, asztaliteniszt, röplabdát és kosárlabdát, és tizenhat éves korában kezdett a dobósportokkal foglalkozni. 1949 augusztusában román ifjúsági csúcsot ért el súlylökésben. Ugyanebben a hónapban a felnőtt román bajnokságon negyedik volt diszkoszvetésben. 1949-ben július és október között öt alkalommal ért el román ifjúsági csúcsot diszkosszal. 1950 augusztusában és szeptemberében továbbjavította az ifjúsági csúcsát diszkoszvetésben. Az októberi román–szovjet viadalon ő lett az első román diszkoszvetőnő, aki túllépte a 40 métert. Az 1951-es főiskolai világbajnokságon ötödik helyen végzett. 1952 májusában kétszer is román csúcsot dobott. Az 1952. évi nyári olimpiai játékokon Helsinkiben a hatodik helyen végzett egy 42,64 méteres dobással.
1953-ban a legjobb eredményét az októberi román nemzetközi bajnokságon érte el. 1954 május végén a Népstadionban javított a román csúcson. Augusztusban a főiskolai világbajnokságon harmadik volt. A hónap végén az Európa-bajnokságon 43,86 méterrel hetedik  helyen végzett. Október elején a román csapatbajnokságon tovább javította a legjobbját. A következő év júniusában Olomoucban 46,02 méterrel újabb csúcsot ért el. 1956 júniusában egy hét alatt kétszer is országos csúcsot ért el. Előbb a román csapatbajnokságon, majd a csehszlovák-olasz-román válogatott viadalon. Augusztusban, majd októberben Bukarestben folytatta a sorozatát.  Az olimpián 43,90 méterrel elmaradt az éves teljesítményétől, amivel kilencedik lett. 
1957 szeptemberében negyedik lett a Balkán-játékokon. A román bajnokságon megszakadt a többéves győzelmi sorozata. Az 1958-as román bajnokságon lemaradt a dobogóról. Az Európa-bajnokságon nem indult. Szeptemberben Balkán-bajnokságot nyert. Októberben két év után újra román csúcsot dobott. 1959 szeptemberében újabb rekordokat ért el. Előbb 47,83 métert, a következő héten 48,24 métert ért el. Néhány nap múlva újabb román csúccsal megnyerte a Balkán-bajnokságot November elején egy csapatbajnoki mérkőzésen 49,88 méterrel folytatta a rekord sorozatát. 1960-ban már április elején 49 méter fölött dobott. Júniusban közel 3,5 métert javított a román csúcson. Az 1960. évi nyári olimpiai játékokon Rómában az első, 52,36 méteres dobásával az első helyre került, amit utóbb nem tudott túlszárnyalni, és ezzel végül bronzérmet szerzett. Még ugyanebben  hónapban megvédte elsőségét a Balkán-bajnokságon.
1961 első felében a versenyei nagy részét már 52 méter feletti eredménnyel zárta. Június végén a prágai Rosicki-emlékversenyen 53,29 méteres román csúccsal nyert. Augusztusban a román bajnokságon második lett, majd Isztambulban nyert 2 centiméterrel elmaradva a legjobbjától. A hónap végén győzött a román nemzetközi bajnokságon. A szeptemberi Balkán-bajnokságon harmadik lett. Az októberben Temesváron rendezett magyar-olasz-román viadalon ismét román csúcsot teljesített. 1962 június végén Liberecben 53,18 métert dobott.
Július elején gépkocsibaleset érte. A román bajnokságon elért 48,90 méter is elég volt a győzelemhez. A hónap végén rendezett magyar-olasz-román viadalon sem tudott 50 méter fölé jutni. Az Európa-bajnokságon nem indult. Szeptember végén ismét balkán-bajnok lett. 1963-ban már májusban 53,58 métert ért el. Júniusban győzött Helsinkiben, a román-lengyel és a bolgár-jugoszláv -román (53,87 m) viadalon. Júliusban Moszkvában 10 fokban 47,95 métert ért el, amivel nyolcadik volt, majd Londonban nyert a vizes pályán dobott 49,40 méterrel. Augusztusban román, szeptemberben balkán-bajnok lett. Októberben a román nemzetközi bajnokságon 54,10 méterrel harmadik lett. A hónapvégén hat centire megközelítette a legjobb eredményét. 1964 májusának végén 63,65 méter volt a legjobb eredménye a szezonban. Júniusban 55,16 méterre javította a román csúcsot. Szeptemberben harmadik lett a balkán-bajnokságon. Az olimpián első kísérletére 55,90 méteres országos csúcsot ért el, amit két érvénytelen  dobás után 56,09-re, majd 56,97-re javított, ami a bronzéremhez volt elegendő.
1965-ben második volt a román bajnokságon. A Balkán-bajnokságon 50 méter alatti eredménnyel negyedik volt. Az év végi román ranglistán 16 év után leszorult az első helyről. A következő évben román bajnokságot nyert. Az Európa-bajnokságon 49,44 méterrel kiesett a selejtezőben. A Balkán-bajnokságon második lett. 1967-ben második lett a román bajnokságon. 1968 április 20-án 53,54 métert, május 6-án 54,80 métert, majd egy hét múlva 55,88 métert dobott. A hónap végén már 56,16 méternél tartott. Júniusban a Bukarest-Köln viadalon 57,34 méterrel román csúcsot ért el. Ezzel az aktuális világranglistán az ötödik helyen állt. A hónap végén a Hollandia-NSZK-Románia viadalon tovább javította a csúcsot. Az augusztusban román bajnokságot, szeptemberben Balkán-bajnokságot nyert újabb rekorddal nyerte meg. Októberben, már az olimpia helyszínén húzódást szenvedett, váll fájdalmai voltak, a kezét nem tudta használni. Felmerült a visszalépés lehetősége is. Manoliu ezután már edzéseket sem tartott. Az ötkarikás játékokon elsőre olimpiai csúcsot dobott. A második sorozattól eleredt az eső, a versenyt szüneteltetni kellett. A folytatásban a körülmények már nem voltak alkalmasak arra, hogy változzon a győztes személye.
1969 májusában Formiában 56,46 métert, majd Rómában 57,12 métert dobott. Júniusban Kölnben győzött 57,17 méterrel, Konstancában második lett 57,84 méterrel. Júliusban egy újabb kölni versenyen 58,07 métert ért el. A hónap végén tagja volt az Európa-válogatottnak az USA elleni viadalon. Augusztusban román (58,24 m) és Balkán-bajnok (57,54 m) lett. A szeptemberi Európa-bajnokságon negyedik volt. 1970 júniusában megnyerte a prágai Rosicky-emlékversenyt. Júliusban 58,62 métert dobott Münchenben. A Balkán-bajnokságon második volt. A nyár végén a román bajnokságot országos csúccsal nyerte meg. 1971. április 24-én Argentina Menis román csúcsot ért el. Ezzel megszakította Manoliu 1950. október 22. óta tartó sorozatát, melyben 20 éven át folyamatosan román csúcstartó volt. 1971. június 25-én átlépte a 60 méteres határt: Prágában 60,10 métert dobott. Július 4-én Budapesten 60,68 méterrel újabb egyéni csúcsot ért el. A román bajnokságon második volt. Az Európa-bajnokságon 52,26 méterrel kiesett a selejtezőben. 1972 áprilisában már elérte a 60 métert. Májusban 62,06 méterre javította az egyéni csúcsát. Még ebben a hónapban győzött Rigában és Szófiában. Júniusban harmadik lett Bukarestben (61,42 m) és Bergamóban (59,88 m), majd a csehszlovák-holland-román viadalon ért el 60,74 métert. Júliusban harmadik lett a román bajnokságon. Az 1972. évi nyári olimpiai játékokon kilencedik helyezett lett egy 58,50 méteres dobással. Röviddel ezután visszavonult.
Az 1950-es évek közepén oklevelet szerzett a bukaresti Politechnikai Intézetben.
1974-ben az UNESCO Fair Play díjával tüntették ki. Pályafutása alatt tizenkét országos bajnoki és hét Balkán-bajnoki címet szerzett.
1970 és 1990 között a Román Olimpiai Bizottság alelnöke, 1990-től haláláig az elnöke volt. 1975-ben bronz olimpiai érdemrenddel tüntették ki, 1994-ben pedig a Nemzetközi Olimpiai Bizottság centenáriumi trófeájával. Tagja volt a Nemzetközi Atlétikai Szövetség női bizottságának (1976–1995). Az 1990–1992-es törvényhozási ciklusban a román szenátus tagjaként tevékenykedett a Nemzeti Megmentési Front képviselőjeként.
1998. januárban egy szívroham következtében hunyt el, miután egy héttel előtte agytumorral műtötték. A Bellu temetőben helyezték nyugalomra.
2012-ig a korábban Augusztus 23 Stadionnak nevezett bukaresti nemzeti stadion az ő nevét viselte.

## Eredményei
Román bajnokság
diszkoszvetés
- aranyérmes: 1952, 1953,[99] 1954,[100] 1955,[101] 1956,[102] 1960,[103] 1962,[43] 1963,[104] 1966,[58] 1968,[68] 1969,[78] 1970[82]
- ezüstérmes: 1957, 1961,[36] 1965,[55] 1967,[61] 1971[86]
- bronzérmes: 1972[95]
- negyedik: 1958[25]

súlylökés
- ezüstérmes: 1969[105]
- bronzérmes: 1952, 1953,[106] 1963, 1970[107]

Balkán-bajnokság
diszkoszvetés
- aranyérmes: 1958, 1959, 1960, 1962, 1963, 1968, 1969
- ezüstérmes: 1966, 1970
- bronzérmes: 1961, 1964
- negyedik: 1957, 1965

súlylökés
- ezüstérmes: 1970[108]

Rekordjai
diszkoszvetés
- 32,49 m (1949. július, Bukarest) román ifjúsági csúcs[6]
- 33,24 m (1949. augusztus, Bukarest) román ifjúsági csúcs[6]
- 34,25 m (1949. szeptember 25., Szolnok) román ifjúsági csúcs[6]
- 33,39 m (1949. október, Bukarest) román ifjúsági csúcs[6]
- 37,03 m (1949. október 16., Ploiești) román ifjúsági csúcs[6]
- 38,44 m (1950. augusztus 20., Budapest) román ifjúsági csúcs[7]
- 38,52 m (1950. szeptember 25.,) román ifjúsági csúcs[8]
- 41,44 m (1950. október 22., Bukarest) román felnőtt és ifjúsági csúcs[9]
- 42,08 m (1952. május 19., Bukarest) román csúcs[11]
- 42,56 m (1952. május 25., Kolozsvár) román csúcs[12]
- 43,68 m (1952. június 21., Kolozsvár) román csúcs[109]
- 44,85 m (1954. május 29., Budapest) román csúcs[14]
- 45,86 m (1954. október 2., Bukarest) román csúcs[17]
- 46,02 m (1955. június 13., Olomouc) román csúcs[18]
- 46,60 m (1956. június 17., Brassó) román csúcs[19]
- 46,70 m (1956. június 24., Nápoly) román csúcs[20]
- 46,80 m (1956. augusztus 8., Bukarest) román csúcs[21]
- 47,24 m (1956. október 7., Bukarest) román csúcs[22]
- 47,28 m (1958. október 18., Bukarest) román csúcs[27]
- 47,83 m (1959. szeptember 6., Brassó) román csúcs[28]
- 48,24 m (1959. szeptember 13., Brassó) román csúcs (ugyanott 47,99 m)[29]
- 49,31 m (1959. szeptember 19., Bukarest) román csúcs (ugyanott 48,64 m)[30]
- 49,88 m (1959. november 1., Bukarest) román csúcs[31]
- 53,21 m (1960. június 12., Varsó) román csúcs[33]
- 53,29 m (1961. június 23., Prága) román csúcs[35]
- 54,29 m (1961. október 8., Temesvár) román csúcs[40]
- 55,16 m (1964. június 14., Bukarest) román csúcs[52]
- 56,97 m (1964. október 19., Tokió) román csúcs (ugyanott 55,90 m és 56,09 m)[54]
- 57,34 m (1968. június 8., Konstanca) román csúcs[65]
- 57,98 m (1968. június 30., Osnabrück) román csúcs[67]
- 58,14 m (1968. augusztus 10., Brassó) román csúcs[68]
- 59,22 m (1968. szeptember 5., Athén) román csúcs[69]
- 58,28 m (1968. október 18., Mexikóváros) olimpiai csúcs[71]
- 59,48 m (1970. augusztus 29., Bukarest) román csúcs[82]

súlylökés
- 10,65 m (1949. augusztus, Kolozsvár) román ifjúsági csúcs[4]
- 11,32 m (1951. július 1., Bukarest) román ifjúsági csúcs[110]

Legjobb eredményei évenként
Diszkoszvetés
- 1949: 37,03 m (román ranglista: 2.)[6]
- 1950: 41,44 m (1.)
- 1951: 41,15 m (1.)[111]
- 1952: 43,68 m (1.)[112]
- 1953: 43,38 m (1.)[113]
- 1954: 45,86 m (1.)[114]
- 1955: 46,02 m (1.)[115]
- 1956: 47,24 m (1.)[116]
- 1957: 45,80 m (1.)[117]
- 1958: 48,62 m (1.)
- 1959: 49,88 m (1.; világranglista: 18.)[118][119]
- 1960: 53,21 m (1.; 11.)[120]
- 1961: 54,29 m (1.; 3.)[121][122]
- 1962: 53,18 m (1.)[123]
- 1963: 54,23 m (1.; 8.)[124]
- 1964: 56,97 m (1.; 4.)[125]
- 1965: 51,48 m (2.)[57]
- 1966: 53,76 m (1.; 13.)[126]
- 1967: 51,66 m[127]
- 1968: 59,22 m (1.; 6.)[128][129]
- 1969: 58,24 m (1.; 7.)[130]
- 1970: 59,48 m (1., 11.)[131]
- 1971: 60,68 m (2.; 8.)[132]
- 1972: 62,06 m (2.)[133]

súlylökés
- 1949: 10,65 m (román ranglista: 4.)[134]
- 1952: 10,88 m (3.)[112]
- 1954: 11,06 m (9.)[114]
- 1955: 10,63 m (17.)[115]
- 1956: 12,37 m (5.)[116]
- 1957: 11,38 m (10.)[117]
- 1958: –
- 1959: 11,31 m (8.)[118]
- 1960:
- 1961: 12,90 m (5.)[121]
- 1962: 13,22 m (4.)[123]
- 1963:
- 1964: 13,17 m [57]
- 1965: 12,39 m (9.)[57]
- 1966: 13,15 m (10.)[126]
- 1968: 14,56 m (4.)[128]
- 1970: 15,55 m (2.)[131]
- 1971: 14,90 m (5.)[135]
- 1972: 15,27 m (4.)[133]

## Díjai, elismerései
- Munka Érdemrend, III. osztály  (Ordinul Muncii clasa III): 1952,[136] 1960[137]
- Meritul Sportiv clasa I (Sport érdemrend I. fokozat) (1968)[138]

## Fordítás
- Ez a szócikk részben vagy egészben  a   Lia Manoliu című angol Wikipédia-szócikk ezen változatának fordításán alapul.  Az eredeti cikk szerkesztőit annak laptörténete sorolja fel. Ez a jelzés csupán a megfogalmazás eredetét és a szerzői jogokat jelzi, nem szolgál a cikkben szereplő információk forrásmegjelöléseként.
- Ez a szócikk részben vagy egészben  a   Lia Manoliu című román Wikipédia-szócikk ezen változatának fordításán alapul.  Az eredeti cikk szerkesztőit annak laptörténete sorolja fel. Ez a jelzés csupán a megfogalmazás eredetét és a szerzői jogokat jelzi, nem szolgál a cikkben szereplő információk forrásmegjelöléseként.